# Anon Amornlerdsak
Anon Amornlerdsak (en tailandés: อานนท์ อมรเลิศศักดิ์; Chiang Mai, 6 de noviembre de 1997) es un futbolista tailandés que juega en la demarcación de delantero para el Bangkok United FC de la Liga de Tailandia.

## Selección nacional
Hizo su debut con la selección absoluta de Tailandia el 11 de octubre de 2018 en un encuentro amistoso contra Hong Kong que finalizó con un resultado de 3-0 a favor del combinado tailandés tras un gol de Philip Roller.

## Clubes
| Club                         | País      | Año       | Partidos | Goles |
| ---------------------------- | --------- | --------- | -------- | ----- |
| Buriram United FC            | Tailandia | 2014      | 2        | 0     |
| Surin City FC (cedido)       | Tailandia | 2014-2015 | 23       | 4     |
| Buriram United FC            | Tailandia | 2015-2018 | 58       | 8     |
| BG Pathum United FC (cedido) | Tailandia | 2018      | 15       | 3     |
| Bangkok United FC            | Tailandia | 2019-2022 | 73       | 11    |
| Ratchaburi FC (cedido)       | Tailandia | 2022-2023 | 15       | 3     |
| Bangkok United FC            | Tailandia | 2023-     | 6        | 0     |